# Мирослав Алексић (песник)
Мирослав Алексић (Врбас, 9. јануар 1960) српски је песник и културни посленик.

## Биографија
Основну школу „Петар Петровић Његош” и гимназију „Жарко Зрењанин” завршио је у родном граду. Дипломирао је на Катедри за општу књижевност и теорију књижевности Филолошког факултета Универзитета у Београду. 
Био је секретар Фестивала југословенске поезије младих и управник Народне библиотеке „Данило Киш” у Врбасу. Са песником Благојем Баковићем основао је и водио Издавачку кућу „Слово” и лист за децу „Растимо”. Са песником Ђорђом Сладојем покренуо је часопис за књижевност, уметност и културу „Траг”.
Три године је обављао послове програмског директора Међународног сајма књига у Новом Саду. Уредник је трибине „Савремени човек и савремени свет” у Матици српској и председник Надзорног одбора Српског народног позоришта.
Обавља послове помоћника управника Библиотеке Матице српске.
Члан је Удружења књижевника Србије, Друштва књижевника Војводине и један је од оснивача Друштва новосадских књижевника. Био је учесник Оснивачке скупштине Удружења књижевника Републике Српске. 
Прве песме објавио је у гимназијском листу „Млади дани” 1977. године у Врбасу.
Био је члан жирија за доделу награда Фестивала југословенске поезије младих, Друштва књижевника Војводине и Награде „Јелена Балшић”. Сада је члан жирија Награде „Карољ Сирмаи”. Члан је редакције Библиотеке „Прва књига Матице српске” и редакције часописа „Траг”.
Учесник је скоро свих значајнијих песничких манифестација у Србији, Републици Српској, Црној Гори. Као песник гостовао је и у Русији, Мађарској, Румунији, Хрватској и Македонији.
Са Мином Алексић преводио је са руског поезију Јекатерине Пољанске. Са др Јулијаном Рамачом превео је са русинског језика спев Гаврила Костелника Идилски венац, прво дело написано на русинском књижевном језику.
У браку је са Магдаленом Алексић. Има двоје деце, сина Марка Алексића и ћерку Мину Алексић.

### Рад
Поезија му је превођена на руски, енглески, словачки, румунски, мађарски, бугарски, македонски, русински, италијански, француски, пољски и персијски језик.
У Москви, у издању издавачке куће „Гаракс” 2017. године објављена му је књига изабраних песама: Лабиринт / Лавиринт, (двојезично руски и српски) у избору и преводу Андреја Базилевског. 
У издању Словачког издавачког центра у Бачком Петровцу и Удружења словачких писаца у Братислави 2021. године је објављена књига Алексићевих изабраних песама под насловом „Chudorĺavý čas a iné básne” (Оскудно време и друге песме). Књигу је приредила и заједно са Аном Вршком песме превела на словачки Зденка Валент Белић.
| „                                                          | Мирослав Алексић је један од наших најистакнутијих савремених песника. Три и по деценије је присутан на српској књижевној сцени. Његову поетику одликује самосвојност израза и може се рећи да не следи ни један од магистралних поетичких праваца у савременом српском песништву. Реч је о песнику културе који у својој поезији спаја традиционално и модерно, историју и свакодневицу, библијске и античке мотиве са савременим егзистенцијалним дилемама. | ” |
| — „МИРОСЛАВУ АЛЕКСИЋУ „ВИШЊИЋЕВА НАГРАДА“ ЗА 2020. ГОДИНУ” | |   |

Поезију, прозу и књижевну критику објављује у листовима и часописима у Србији, Републици Српској и Црној Гори.
Песме су му заступљене у десетинама антологија и избора поезије у Србији и иностранству.
Савез Срба у Темишвару објавио је 2023. године књигу његових изабраних песама на румунском језику под насловом "Frunzele amitirilor ofilite“ (Лишће увелих сећања). Избор је сачинио и песме на румунски превео Иво Мунћан.
Издавачка кућа Феникс у Скопљу објавила је 2024. године Алексићеве изабране песме на македонском језику под насловом "Змејот и царевиот син" (Аждаја и царев син) у избору Христа Петреског.
У едицији "Меридијани" на Међународном песничком фестивалу Смедеревска песничка јесен објављена је књига његових изабраних песама двојезично - српски и енглески, под насловом: Поглед на луку / View of the port. Преводиоци на енглески су Дејан Ацовић и Марко Алексић

## Награде
- Друга награда Фестивала југословенске поезије младих, 1985.
- Дневникова откупна награда за новинску причу, 1985.
- Награда „Печат вароши сремскокарловачке”, 1994.
- Награда „Ленкин прстен”, 2017.
- Вишњићева награда, Шид, 2020.[3]
- Награда „Алексије Везилић”, 2021.[4]
- Змајева награда Матице српске, 2022.[5]
- Међународна награда фестивала „Капија поезије”, Решица, Румунија, 2022.
- Награда „Драинац”, 2022.[6]
- Награда општине Врбас, 2022.
- Вукова награда Културно-просветне заједнице Србије за изузетан допринос развоју културе у Републици Србији и на свесрпском културном простору, 2023.
- Грачаничка повеља[7], 2025.
- Велика базјашка повеља, 2025.[8]

## Дела
- Зигурат, Народна библиотека „25. мај”, Титов Врбас, 1986. COBISS.SR-ID - 26587399
- Попик или чуг, Универзитетска ријеч, Никшић и Књижевне новине, Београд, 1990. COBISS.SR-ID - 4610567
- Нема вода, Матица српска, Нови Сад, 1994. COBISS.SR-ID - 64625159
- Оскудно време, Прометеј, Нови Сад, 2016. COBISS.SR-ID - 309000711
- Непоновљиви код, Архипелаг, Београд, 2018. COBISS.SR-ID - 268038924
- Арапски капричо, Архипелаг, Београд, 2020. COBISS.SR-ID - 14749961
- Кафкино матурско одело, Православна реч, Нови Сад, 2021. COBISS.SR-ID - 53080585
- Траварев наследник, Књижевна заједница Шид и Архив Војводине, Нови Сад, 2021. COBISS.SR-ID - 52237321
- Бдење пингвина, УК Кораци Крагујевац, 2024.[9]